# Pita barrada de Malàisia
La pita barrada de Malàisia (Hydrornis irena) és una espècie d'ocell de la família dels pítids (Pittidae) que habita els boscos de la Península Malaia i Sumatra.